# Bonaventure Louis Prévost
Pour les articles homonymes, voir Prévost.
Bonaventure-Louis Prévost (dit improprement « Benoît-Louis »), né en 1733 à Paris et mort le 19 mars 1816 dans la même ville, est un graveur aquafortiste et buriniste français.

## Biographie
Ce graveur est né « Bonnaventure Louis Prevost » [sic] en 1733, et fréquente durant son apprentissage l'entourage des familles Chéreau et Huquier, célèbres artistes de l'estampe du quartier de la rue Saint-Jacques à Paris. Prévost est même chargé de l'héritage ou inventaire de Jacques Chéreau. 
Élève de Jean Ouvrier, Prévost était jugé comme un habile artisan, qui a travaillé d’une manière bien supérieure à celle de son maître. Il a laissé plus de soixante planches d’après les dessins de Cochin, morceaux qui ont le mérite d’avoir conservé son caractère à un point de perfection tel qu’on croit voir les dessins mêmes. 
La plus célèbre de ses œuvres est assurément le frontispice de la dernière édition (1772) de l’Encyclopédie de Diderot et d’Alembert représentant « la Raison et la Philosophie arrachant son voile à la Vérité rayonnante de lumière », dessiné en 1764-1765 par Charles-Nicolas Cochin ; la date de l'impression de l'estampe est 1770-1771. Le 26 février 1762, les libraires associés éditeurs de l’Encyclopédie avaient renouvelé le contrat passé précédemment « avec les sieurs Prévôt [Prévost], Canu [A. Le Canu, fl. 1746-1768] et [A.J.] Deferth, graveurs ». Prévost a ainsi fait partie de la première équipe de graveurs de l’Encyclopédie. Après le tome VII (1769), son nom cesse d'apparaître.
On doit également à Prévost une Allégorie à l’honneur de Louis-Auguste, dauphin de France, Suite de douze sujets, Allégories pour l’édition in-4° de l’abrégé chronologique de l’histoire de France du président Hénault, le Portrait de Louis XV, le Portrait de Marie-Antoinette, le Portrait d’Armand Thomas Hue, marquis de Miromesnil, deux plaques (n° VII et X) sur les seize Conquêtes de l’empereur de la Chine, l'Allégorie à l’honneur de Louis-Auguste, dauphin de France, tous d’après Cochin, ainsi que Joseph Ignace Guillotin d’après Moreau, Voltaire marchant dans son jardin.
Il eut entre autres pour élève Antoine Carrée.
En 1794, il est contrôlé par le Comité de sûreté comme citoyen habitant rue Saint-Hyacinthe à Paris et âgé de soixante ans : son prénom est bien Bonaventure-Louis. En 1804, il vend une partie de sa collection d'estampes. 
Bonaventure Louis Prévost est mort le 19 mars 1816 à 83 ans, en son atelier, 5 rue Saint Dominique d'Enfer. On fait l'inventaire après décès de ses biens le 30 mars 1816 .
Il signait ses travaux « B. L. Prevost ».

## Œuvre gravé
Il a peu produit eu égard à sa longévité. Cochin disait de lui qu'il était un excellent graveur mais un peu lent : en effet, six années lui seront par exemple nécessaires afin de graver le frontispice de l'Encyclopédie. Il a aussi produit des pièces originales, d'après lui-même.

### Suites
- Estampes allégoriques des Evénements les plus connus de l'Histoire de France gravées d'après les desseins de M. Cochin, Paris, chez Couché, 1768.
- Collection des Portraits des généraux et ministres qui se sont rendus célèbres dans la Révolution des Treize-Colonies de l'Amérique septembrionale, d'après les dessins de Pierre-Eugène Ducimetière, Paris, 1781 — contient le fameux portrait de George Washington, première estampe du général-président à circuler dans son pays[7].

### Illustrations d'ouvrages
- Jean de La Fontaine, Fables, dessins de Jean-Baptiste Oudry, retravaillés par Cochin, et gravés en société avec Prévost (entre autres)[8], Paris, Desaint et Saillant, 4 tomes, 1755-1760.
- Almanach iconologique année 1770 Sixième Suite traitant des 4 éléments, 4 saisons, 4 continents, de Gravelot, recueillant plusieurs gravures de collaborateurs différents, Paris, rue Saint Jacques [1769][9].
- Joseph Louis Ripault-Desormeaux, Histoire de la Maison de Bourbon, d'après les dessins de Jean-Michel Moreau, Paris, Imprimerie royale, 5 tomes, 1772-1788[10].
- Jean-Claude Richard de Saint-Non, Voyage pittoresque, ou description des royaumes de Naples et de Sicile, cinq volumes, chez Jean-Baptiste Delafosse, Paris, 1781-1786.
- Henri Louis Duhamel du Monceau, Du transport, de la conservation & de la force des bois, Paris, L. F. Delatour, 1767.

## Conservation

### France
- Château de Versailles, Louis XV, roi de France, eau-forte d'après Charles-Nicolas Cochin, 1765[3].

### Suisse
- Musée d'art et d'histoire de Genève, Chiron exerçant le petit Achille à la course, co-gravé avec Heinrich Guttenberg d'après Charles-Nicolas Cochin.